# Zólyomi Műszaki Egyetem
A Zólyomi Műszaki Egyetem (szlovákul: Technická univerzita vo Zvolene) nyilvános egyetem Szlovákiában. Az egyetemet 1952-ben alapították Erdészeti és Faipari Főiskola néven, mai nevét 1992. január 23-án nyerte el. Az egyetem rektora 2012-től Dr. h. c. prof. Ing. Rudolf Kropil, PhD.

## Története
Az egyetemet 1952-ben alapították, amikor egy kormányrendelet megszüntette az 1946 óta működő kassai Mezőgazdasági és Erdészmérnöki Főiskolát, amely 1949-től a világon az elsők között kínált faipari képzést. Az egyetem helyén Zólyomban jött létre az Erdészeti és Faipari Főiskola két karral: erdészeti és faipari.
Az egyetem harmadik, ökológiai kara 1991-ben jött létre korábban létező tanszékek átszervezésével. A kar 1995 óta az Ökológiai és Környezettudományi Kar nevet viseli. Egy 1998. augusztus 5-ei kormányrendelet a kar székhelyét Selmecbányára helyezte át, 2006-ig működött itt, azóta az egyetem zólyomi központjának része.
Az egyetem újabb kara 1996 óta működik Környezeti és Gyártási Technológia Kar, majd 2019. szeptember 1. óta Technikai Kar néven.

## Az egyetem ma
Az egyetem 40 különböző képzést kínál alapszakon, 37-et mesterszakon, és 38-at doktori szakon. A három képzési szinten 2019-ben az egyetemnek összesen 2353 diákja volt. Az egyetemen több, mint 200 oktató dolgozik.
Az egyetem működteti a Szlovák Erdészeti és Faipari Könyvtárat. Az egyetemi diákszervezet a WoodenWorld nevet viseli, minden kar diákja tagja lehet. A kollégiumon rádióadó is működik.

## Karok
- Erdészeti Kar (Lesnícka fakulta)
- Faipari Kar (Drevárska fakulta)
- Ökológiai és Környezettudományi Kar (Fakulta ekológie a environmentalistiky)
- Technikai Kar (Fakulta techniky)

## Híres hallgatók
- Erik Baláž – szlovák ökológus, aktivista
- Jozef Hrdlička – szlovák politikus
- Filip Kuffa – szlovák politikus, parlamenti képviselő
- Ján Mičovský – szlovák politikus, volt mezőgazdasági miniszter
- Jozef Minďaš – szlovák politikus, egyetemi oktató
- Viliam Turský – szlovák politikus, volt környezetvédelmi miniszter

## Híres oktatók
- Miklós László – volt környezetvédelmi miniszter
- Michal Wiezik – ökológus, EP-képviselő